# Fools Like Me
Singles de Jerry Lee Lewis
High School Confidential
(1958) Lewis Boogie
(1958)
Fools Like Me est une chanson de Jerry Lee Lewis, écrite par Jack Clement et Murphy Maddux. Elle sort sous le label Sun Records en mai 1958, en face B du 45 tours (SUN 296), qui présente en face A, le titre High School Confidential,,,. Le disque se classe 14e des meilleures ventes, en mai 1958
Le titre apparaît pour la première fois sur l'album Jerry Lee Lewis et figure sur de nombreux autres albums et compilations. La chanson est reprise par Lisa Loeb et The Beatles. 
La chanson figure dans la bande sonore du film Génération 90 et dans l'épisode 3 de la première saison de la série Grey's Anatomy.